# Гаран

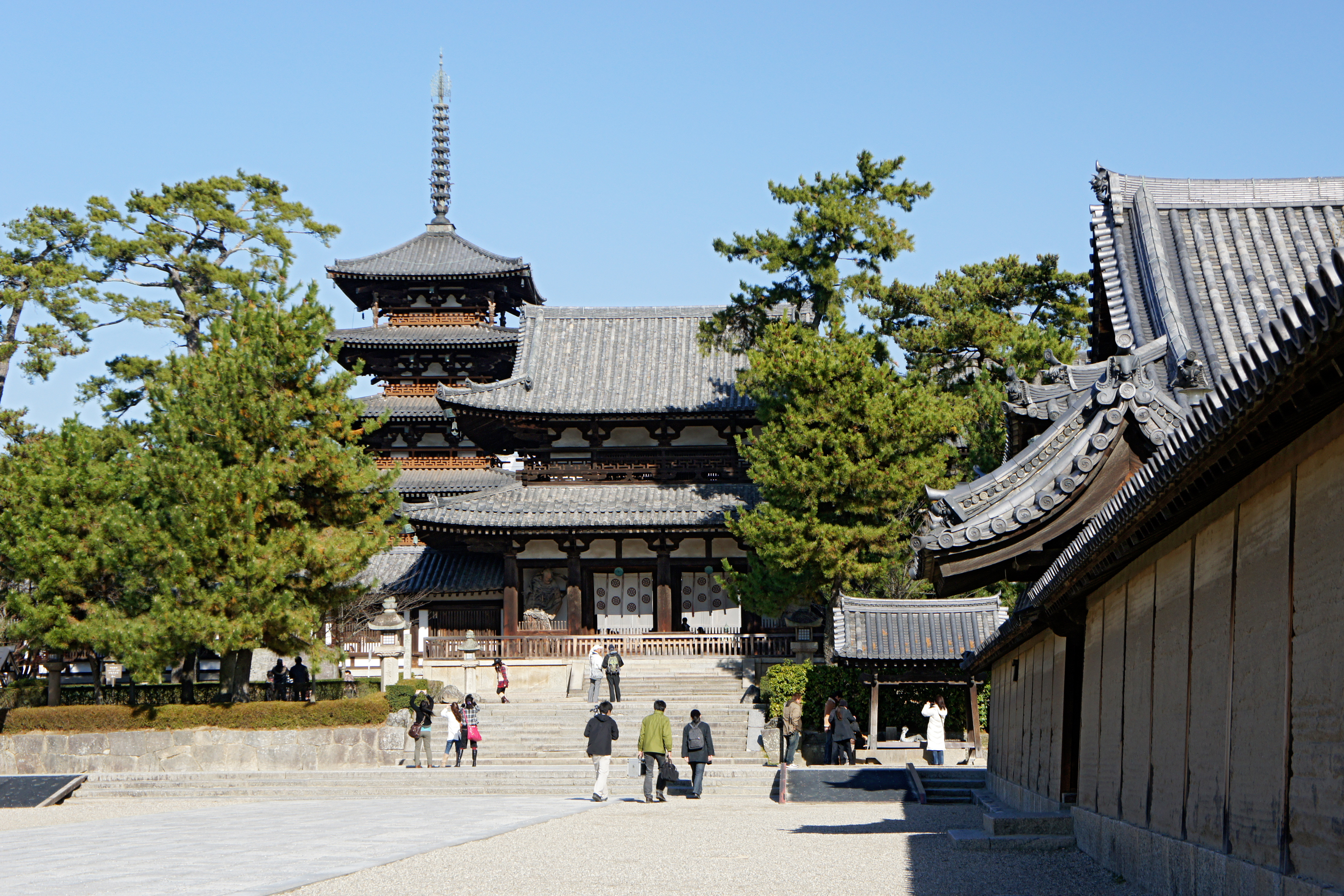
Гаран храма Хорю-дзи. Впереди — Срединные Врата.

Самгхарама (яп. 伽藍 гаран, сокр. от яп. 僧伽藍摩 со:гарама) означает «обитель практикующих монахов» (буквально «сад общины», санскр. saṁghārāma सँघाराम).

## В индийской традиции
В индийском буддизме ступа как центр культа первоначально возводилась отдельно от общежития монахов, однако позднее стала частью монастырской обители. В позднем индийском буддизме сформировался прямоугольный в плане монастырский комплекс вихара с широким внутренним двором, в центре которого находилось святилище с главной святыней в виде ступы или буддийского изображения. Вихара включала также зал собраний, трапезную, кухню, кладовую, место для омовения, уборную и служила не только обителью для большого числа практикующих монахов, но и предоставляла убежище для молитвы и медитации мирянам.
В литературных источниках часто упоминаются такие знаменитые вихары как Джетавана и «Обитель бамбуковой рощи» (Венувана-вихара) в древнем Раджгире (Магадха), однако их реальный вид доподлинно не известен.
Джетавана — это манговый сад, по преданию, дарованный Будде Шакьямуни его главным учеником-мирянином Анатхопиндикой. Археологи однако не обнаружили здесь ни типичных для буддийских монастырей остатков ступы, ни святилища, ни следов келий для бхикшу.
На месте прежней Венувана-вихары, дарованной Будде царём Бимбисарой, построен монастырь японской школы Нитирэн-сю.
Наиболее типичной является Сомапура Махавихара в Пахарпуре. Внутри прямоугольной ограды шириной около 300 м находилось 177 монашеских келий, дополнительно в центре двора на возвышении площадью 109×96 м располагалось еще одно монастырское здание — крестообразное в плане, с ведущими с четырех направлений лестницами. По сторонам возвышения находится 2800 глиняных панелей с изображениями будд, индуистских божеств, людей и животных, являющиеся ценным памятником искусства Империи Пала.

## В китайской традиции
Древнейшая китайская самгхарама — Футу-цы (кит. 浮屠祠), построенная упоминаемым в «Троецарствии» позднеханьским военачальником Цзэ Жуном (кит. 笮融). Главной святыней ее был Золотой Будда в двухъярусном павильоне-пагоде с навершием из девяти бронзовых колец (яп. 相輪 со:рин). Оба яруса были опоясаны галереей, вмещавшей 3000 чел. В более позднее века такие святилища объединили в себе функции ступы (пагоды) и собственно храма.
Первые самгхарамы сооружались вокруг буддийских храмов, но постепенно, с распространением культа реликвий «шарира», ступы и пагоды, где хранились реликвии, стали строиться отдельно от молельных посещений, и самгхарамы, первоначально окружавшие ступы, стали строиться вокруг храмовых зданий.
Затем, в Период Южных и Северных династий, многие аристократы стали передавать свои усадьбы буддийским монастырям, и таких комплексов осталось немало. Во внутренних дворах стали возводиться залы проповедей и молельни с буддийскими изображениями, в то время как ступы и пагоды зачастую вообще не строились. Кроме того, помимо храмов оригинального китайского стиля строились и каменные храмы по индийским образцам. Среди них особенно известны пещерные храмовые комплексы Юньган (кит. 雲崗), Дуньхуан (кит. 敦煌) и Лунмынь (кит. 龍門).

## В японской традиции

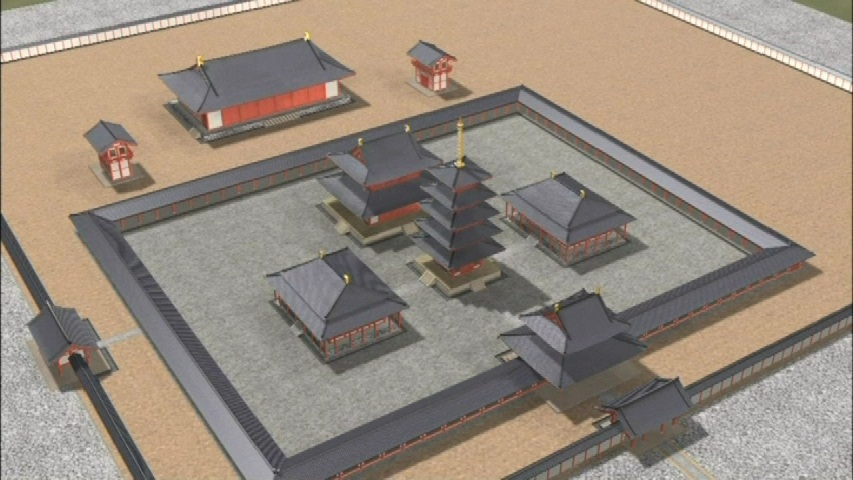
Гаран храма Асука-дэра (реконструкция)

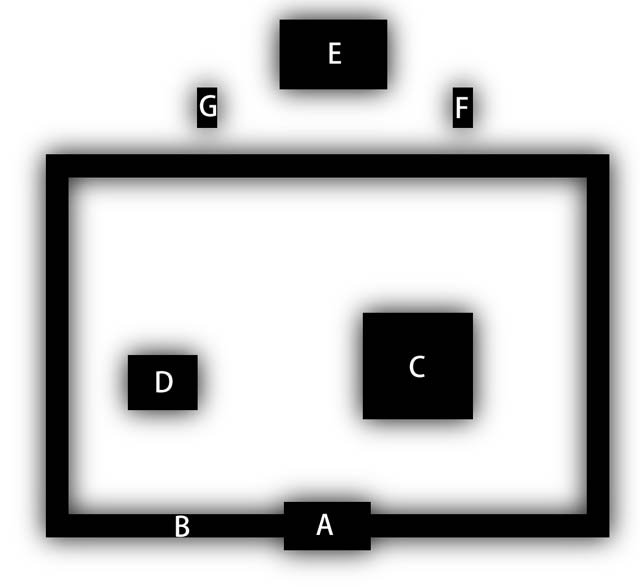
Территория гаран Хорю-дзи
A) Срединные Врата
B) Галерея
C) Золотой Зал
D) Пагода
E) Зал Проповеди
F) Хранилище сутр
G) Колокольня

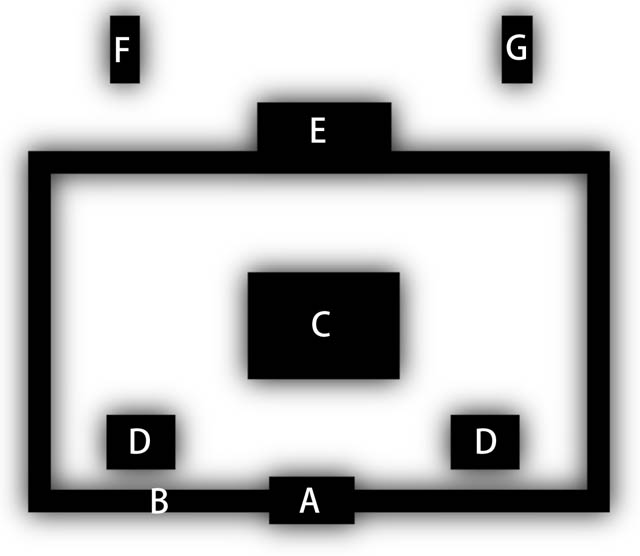
Территория гаран Якуси-дзи
A) Срединные Врата
B) Галерея
C) Золотой Зал
D) Пагода
E) Зал Проповеди
F) Колокольня
G) Хранилище сутр

В комплекс основных зданий гаран традиционно входят «Горние Врата» (яп. 山門 саммон), символически отделяющие святую храмовую землю от бренного мира, Главный зал (яп. 本堂 хондо), где хранится основная святыня, ступа либо пагода (яп. 仏塔 бутто), общежитие монахов (яп. 庫裏 кури), трапезная (яп. 食堂 дзикидо), колокольня (яп. 鐘楼 сё:ро:), уборная (яп. 東司 то:су). Их названия могут разниться в зависимости от школ, сект или эпох, однако в «Выписках из преданий Сётоку Тайси древних и нынешних времен» (яп. 聖徳太子伝古今目録抄 сё:току тайси-дэн кокон мокурокусё:) эпохи Камакура описана семичастная структура гаран (яп. 七堂伽藍 ситидо: гаран), состоящая из главного Золотого Зала (яп. 金堂 кондо:), пагоды, Зала Проповеди, колокольни, хранилища сутр, монашеского общежития и трапезной. Позднее, в дзэнской традиции, появились новые названия: «Зал Будды» (яп. 仏殿 буцудэн, аналог Золотого зала), Врата трех освобождений (яп. 三門 саммон), Зал медитации (яп. 僧堂 со:до:) или (яп. 禅堂 дзэндо:), обитель «куин» (яп. 庫院, аналог общежития «кури»), Зал Дхармы (яп. 法堂 хатто:), баня «ёкусицу» (яп. 浴室), уборная (яп. 東司 тосу, либо 西浄 сэйтин). Есть также немало крупных храмов, где под «гаран» понимается просто комплекс из нескольких сооружений.
В первой половине VI века, когда буддизм только пришел в Японию, самостоятельных храмовых сооружений еще не было, за исключением небольших молелен (яп. 仏堂 буцудо:) при дворцах и усадьбах. Согласно «Анналам Японии» (яп. 日本書紀 нихон сёки), в 1-м году правления императора Сусюн (588) из царства Кудара (Пэкче) были присланы храмовые архитекторы, литейщики и черепичники, силами которых был возведен первый полноценный комплекс гаран — Храм Хоко-дзи (яп. 法興寺 хо:ко:-дзи, «Храм Процветания Дхармы»), более известный как Асука-дэра (яп. 飛鳥寺) близ совр. города Нара. По данным раскопок на территории Асука-дэра, первоначальный храм был выстроен в когурёсской традиции и представлял собой огороженный галереей прямоугольный двор с пагодой, срединным, западным и восточным Золотыми залами: такая компоновка восходит к китайской «трехчастной обители» (кит. санхэюань 三合院).
Изначальная территория возведенных в начале VII века храмов Ситэнно-дзи (яп. 四天王寺 ситэнно:дзи, «Храм Четырех Небесных Владык», совр. Осака) и Хорю-дзи (яп. 法隆寺 хо:рю:дзи, «Храм Вершины Учения») скомпонована линейно, где на оси юг-север вереницей расположены Срединные Врата, пагода, Золотой зал и Зал проповеди. Такая компоновка, которую в Японии принято называть «гаран по образцу Ситэнно-дзи», характерна для царства Пэкче эпохи Трех корейских государств. В регионах Токай и Санъин насчитывается порядка сорока храмов эпохи Асука, большинство которых находится в Нара, Осака и Киото и имеет структуру гаран, которая, по всей видимости, была наиболее характерна для архитектуры раннего японского буддизма.
Первой отличительной особенностью такой архитектуры является наличие пагоды — одной в центре либо двух в западной и восточной части. Пагоды могут располагаться как внутри, так вне храмовой галереи, неся в зависимости от этого различное символическое значение: здесь важен характер отношения к заключенным в них шарира. Второе отличие — размер Зала Проповеди. Золотой Зал или Зал Будды имеют прежде всего символическое и культовое значение, подобно индийским и китайским кумирням. Однако Залы Проповеди, появившиеся уже в Китае, служили для изучения дхармы, и то, где именно они располагались — внутри галереи или вне ее пределов — указывало на степень важности обучения дхарме в том или ином храме.
В VII—VIII столетиях структура главных храмов Японии приобретает законченную форму.
- Кавара-дэра[англ.] (совр. Асука). Асимметричная компоновка гаран: сразу за Срединными Вратами открывается вид на центральный Золотой Зал, слева от него западный, справа — пагода. В плане в целом повторяет структуру гаран Асука-дэра, только без восточного Золотого Зала.
- Западная обитель храма Хорю-дзи (яп. 法隆寺西院 хо:рю:дзи сай-ин). Гаран конца VII — начала VIII века: в левой части внутреннего двора находится пагода, справа Золотой Зал. Находящийся неподалёку Хорин-дзи (яп. 法輪寺 хо:рин-дзи, «Храм Дхармачакры», совр. пос. Икаруга) имеет схожую композицию, называемую теперь «гаран по образцу Хорюдзи». Похожее расположение зданий — с пагодой справа и Золотым Залом слева, называют «гаран по образцу Хокки-дзи» (яп. 法起寺).
- Якуси-дзи (яп. 薬師寺 якуси-дзи, «Храм Будды Врачевания»). Храм был перенесен из первой столицы Фудзивара-кё (яп. 藤原京) в новую — Хэйдзё-кё (яп. 平城京), в обоих случаях состоял из одного Золотого Зала с двумя пагодами на западе и востоке, опоясанных галереей.
- Тодай-дзи (яп. 東大寺 то:дай дзи, «Великий Восточный Храм») — структура та же, однако в отличие от Якуси-дзи пагоды расположены не внутри, а за пределами галереи.
- Дайан-дзи[англ.] (яп. 大安寺 дайан-дзи, «Храм Великого Покоя»). Первоначально находился в Асука и назывался «Великий Храм Великого Сановника» (яп. 大官大寺 дайкандай-дзи). Имел слегка урезанный вариант композиции Якуси-дзи, без западной пагоды. После переноса в Хэйдзё-кё получил свое нынешнее имя и еще одну пагоду, однако пагоды расположены южнее Южных Врат, в значительном удалении от гаран.

В период Нара по приказу императора Сёму в разных провинциях страны была построена сеть монастырей «Кокубун-дзи» (яп. 国分寺 кокубун дзи, «Храмы пределов Государства»), каждый с одним Золотым залом и пагодой, которая, однако, была смещена с осевой линии гаран и располагалась либо внутри галереи, либо снаружи — на западе или востоке.

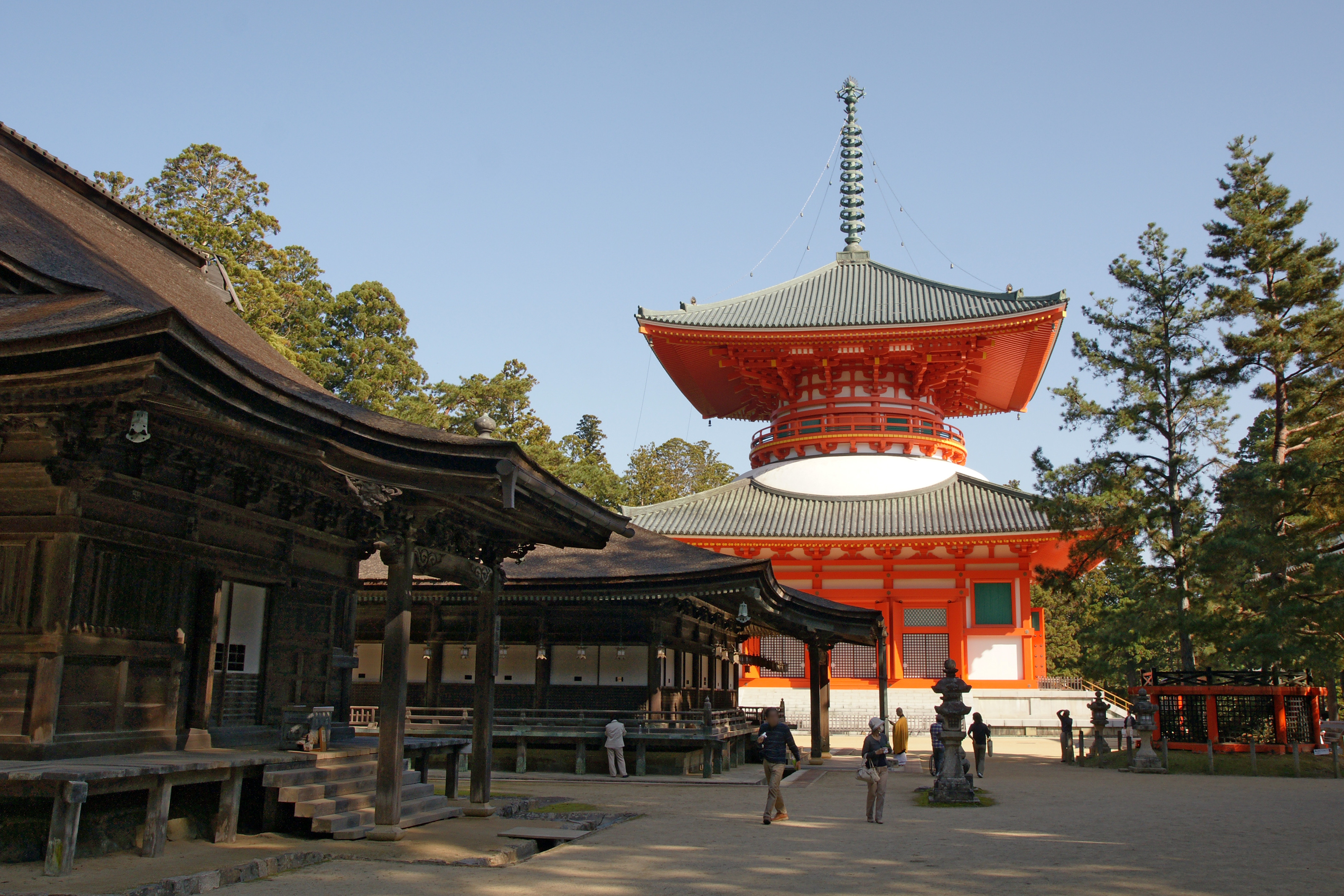
Коя-сан. Дандзё Гаран

В начале периода Хэйан тантричеcкие школы Тэндай и Сингон стали получать земли под горные монастыри, и устоявшаяся со времен Нара форма гаран постепенно теряет актуальность из-за особенностей рельефа. Тем не менее, построенные к востоку и западу от знаменитых ворот Расёмон (яп. 羅城門) монастыри То-дзи (яп. 東寺 то:дзи) и Сай-дзи (яп. 西寺 сай дзи), а также другие равнинные храмы продолжают строиться по канонам нарской традиции. Особое место среди горных монастырей занимает сохранившаяся до наших дней знаменитая «Дандзё Гаран» (яп. 壇上伽藍 дандзё: гаран, «гаран помоста») в Коя.
С развитием учения «Чистой Земли» (яп. 浄土 дзё:до), получает распространение так называемая «Мандала Чистой Земли» с Залом Амиды в центре и широким прудом перед ним. Здесь прослеживается некоторое влияние усадебной архитектуры (яп. 寝殿造 синдэндзо:, «устройство опочивальни») на храмовую. В построенном по приказу Фудзивара-но Митинага храме Ходзё-дзи (яп. 法成寺 хо:дзё:дзи, «Храм установления Дхармы», ныне утрачен), в храме Хоссё-дзи (яп. 法勝寺 хоссё:дзи, «Храм победы Дхармы», ныне утрачен)), возведенном императором Сиракава, храме Бёдо-ин (яп. 平等院 бё:до:ин, «Обитель Равенства») с его знаменитым Залом Феникса (яп. 鳳凰堂 Хо:о:до:) — мы видим такие пруды с Залами Амиды на западном берегу, олицетворяющими Западный рай Амитабхи.

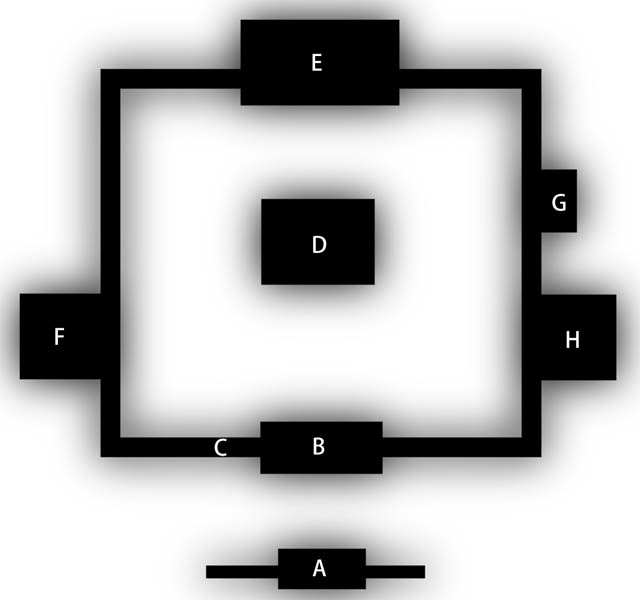
Гаран храма Дзуйрю-дзи
A)
B) Горние Врата
C) Галерея
D) Зал Будды
E) Зал Дхармы
F) Зал медитации
G) Колокольня
H) Общежитие монахов

С началом периода Камакура в Японию приходит учение Дзэн и происходит возврат к единообразной китайской компоновке гаран: войдя в Главные Врата (яп. 総門 со:мон) мы видим расположенные в линию Горние Врата (трех освобождений), Зал Будды и Зал Дхармы. От Тройных Врат галерея ведет к Залу Будды, за которым находится Зал Дхармы (или «Зал фаньчжана»), в левом и правом крыльях галереи располагались Залы Медитации, по диагонали от Тройных Врат находится баня и уборная. До настоящего времени подобную структуру вплоть до галереи сохранили только в монастыри Дзуйрю-дзи (яп. 瑞龍寺 дзуйрю:дзи, «Храм Благого Дракона», г. Такаока, преф. Тояма) и Мампуку-дзи (яп. 萬福寺 мампуку дзи, «Храм Бесчисленных Благ») в Киото. Иногда в дзэнских храмах также строятся пагоды, но они, как правило, находятся в удалении от центра гаран и не несут большого символического значения.

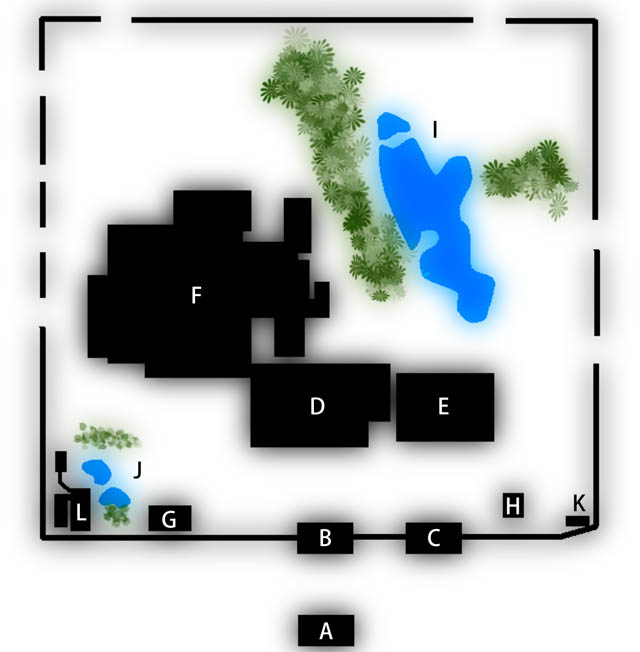
Планировка гаран храма Ниси Хонган-дзи. Территория огорожена глинобитной стеной.
A) Главные Врата
B) Врата Зала Святого Образа
C) Врата Зала Амиды
D)
E) Зал Амиды
F)
G) Колокольня
H) Хранилище сутр
I)
J)
K)
L)

В средневековых храмах амидаистских школ «Дзёдо-сю» и «Дзёдо-синсю» структура гаран не отличалась единообразием, однако в новое время в храмах Дзёдо-синсю появляется общая структура со стоящими рядом входами на восток «Залом Святого Образа» (яп. 御影堂 гоэйдо:) или «Залом Великого Учителя» (яп. 大師堂 тайси-до:), где находится статуя Синрана, и Залом Амиды.
В традиции школы Нитирэн-сю храмы старались возводить в соответствии с четырьмя зодиакальными направлениями, в чем заметно влияние «тайной доктрины» Нитирэна. Так как храмы строились на земле, дарованной донаторами (яп. 檀那 данна), при строительстве учитывались и их требования. При этом, не имея общей унифицированной компоновки гаран, нитирэнские храмы отчасти копировали дзэнские образцы. В храмах Нитирэн главным сооружением стал Зал Основателя (яп. 祖師堂 сосидо:), именуемый иначе «Залом Святого Образа» (яп. 御影堂 гоэйдо:) либо «Залом Основания» (яп. 開山堂 кайсандо:), вокруг которого постепенно начала формироваться гаран с Главным Залом (яп. 本堂 хондо:), монашеским общежитием, гостевым залом (яп. 客殿 кякудэн), Главными Вратами, Тройными Вратами, пятиярусной пагодой, монастырским постоялым двором (яп. 宿坊 сюкубо:) и т. д. Многие храмы с такими постоялыми дворами стали называть «тайбо» (яп. 大坊)

## Использование термина «гаран» вне буддийского контекста
В японских переводах работ по теории архитектуры и произведений художественной литературы термин «гаран» иногда означает христианский собор.

## Использованная литература
- Г. Накамура и др. Словарь буддийских терминов Иванами / 岩波仏教辞典. — изд. 2-е. — Иванами Сётэн, 1989. — ISBN 4-00-080072-8.